# Казнозарядное орудие
Казнозарядное орудие - тип артиллерийского орудия, в котором заряжание производится через открытое заднее отверстие ствола, а не через дульное отверстие, как в более ранних дульнозарядных орудиях. Это значительно упрощает и ускоряет процесс заряжания, повышая темп стрельбы.

## История развития
Идея казнозарядного принципа восходит к XVI веку, когда были созданы первые прототипы таких орудий. Однако большинство этих ранних конструкций страдали от низкой надежности и безопасности. Прорыв в развитии казнозарядных орудий произошел в XIX веке, когда были разработаны более совершенные механизмы запирания ствола и системы воспламенения заряда.
Первые успешные казнозарядные орудия были приняты на вооружение армиями Пруссии и Австрии в 1860-х годах. В дальнейшем этот тип орудий быстро распространился и стал стандартом для большинства артиллерийских систем по всему миру.

## Ранние прообразы: Китай, Индия, Европа
Хотя массовое внедрение казнозарядных орудий относится к XIX веку, первые эксперименты с казнозарядными механизмами появились гораздо раньше, начиная с XIII–XIV веков.
- Китай

Китайцы в эпоху династий Юань и Мин делали попытки создать ручное или стационарное оружие, заряжаемое с казны. Один из ранних примеров — "цзэньчу" (鎗子), разновидность ручной пушки, известная с XIII века. Некоторые археологические находки свидетельствуют, что части китайских орудий имели съемную заднюю камору (контейнер с порохом), вставляемую в корпус орудия. Это примитивная, но настоящая форма казнозарядной системы.
- Индия и арабский мир

В средневековой Индии и на Ближнем Востоке также встречались пушки с задним заряжанием, хотя чаще всего они были нестандартными и использовались ограниченно из-за технических сложностей и отсутствия прочных материалов.
- Европа

В Европе один из первых казнозарядных механизмов появился в XVI веке. Это были так называемые "пушки с каморой", у которых задняя часть, вмещающая заряд, была съемной и закладывалась в корпус ствола. Однако надёжность таких систем была низкой из-за несовершенной герметизации и слабых запорных механизмов. Тем не менее, они использовались, особенно в осадной артиллерии и флоте.

## Прорыв в XIX веке
Настоящий технический прорыв произошёл в середине XIX века благодаря:
- развитию металлургии (позволившей создавать более прочные стволы и затворы),

- усовершенствованию запорных механизмов,

- появлению унитарных боеприпасов (снаряд + заряд в одной гильзе).

Первые успешные образцы:
- Пруссия (Круппа): В 1860-х годах армия Пруссии приняла на вооружение пушки системы Круппа с металлическим клиновым затвором, который обеспечивал надёжную герметизацию и высокую скорострельность.

Австрия и другие страны быстро переняли этот опыт.
Казнозарядные пушки стали массово использоваться во всех вооружённых конфликтах конца XIX века, включая Франко-прусскую войну.

## Устройство и принцип работы
Современное казнозарядное орудие состоит из нескольких ключевых компонентов:
- Основные элементы:

Ствол — имеет открытое заднее отверстие (казённик).
Затвор — механизм, который закрывает казённую часть. Бывает:
клиновой (наиболее распространён),
поршневой,
поворотный.
Механизм подачи снарядов — облегчает и ускоряет зарядку.
Система воспламенения:
ударный механизм,
электрозапал,
пиротехнический капсюль.
- Принцип работы:

Через казённую часть в ствол досылается снаряд.
Вставляется или подается заряд (отдельно или в унитарной гильзе).
Затвор закрывается и герметизирует казённик.
Производится выстрел — заряд воспламеняется и выталкивает снаряд по каналу ствола.

## Преимущества и недостатки
- Преимущества:

Повышенная скорострельность: Не требуется откатывать орудие для зарядки.
Удобство при заряжании: Особенно важно в ограниченном пространстве (корабли, крепости).
Мощность выстрела: Казённик лучше выдерживает давление при использовании сильных зарядов.
Более точная стрельба: Благодаря лучшему уплотнению затвора.
- Недостатки:

Сложность конструкции: Механизм затвора требует точности изготовления и регулярного обслуживания.
Больший вес: Затвор и элементы заряжания увеличивают массу орудия.
Опасность при неисправности: При неправильной герметизации или повреждении затвора может произойти взрыв внутри орудия.

## Роль в современной артиллерии
К концу XIX века казнозарядные системы полностью вытеснили дульнозарядные. В XX и XXI веках все типы артиллерии — от гаубиц до танковых пушек и корабельной артиллерии — основаны на казнозарядном принципе. В современной армии он используется в:
буксируемой и самоходной артиллерии,
танковых орудиях,
зенитных пушках,
корабельных артсистемах.

## Заключение
Казнозарядные орудия стали важнейшим этапом в развитии военной техники. От древних китайских прообразов до высокотехнологичных современных пушек — идея заряжания с казённой части оказалась одной из самых успешных в истории оружия. Благодаря своей эффективности, надёжности и универсальности она продолжает использоваться и совершенствоваться по сей день.